# Klotz (Adelsgeschlecht)

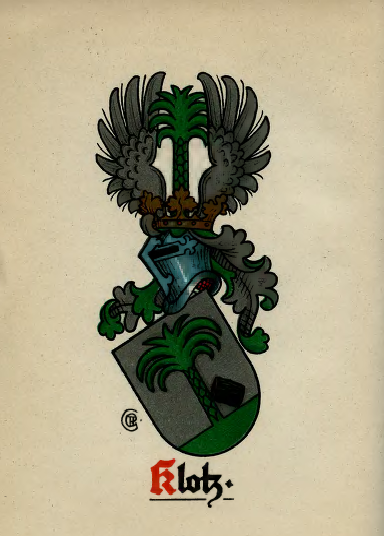
Wappen laut Deutschem Geschlechterbuch Band 57

Die Familie Klotz ist ein ursprünglich bürgerliches Geschlecht, das aus dem Vogtland stammt und in Hessen, Mecklenburg und Brandenburg ansässig wurde. Der sächsische Zweig wurde 1785 in den Reichsadel erhoben, einige Linien der Familie bestehen bis heute.
Das hier behandelte Geschlecht ist von dem nichtverwandten Soester Patriziergeschlecht Klotz zu unterscheiden. Auch die beiden hessischen Kanzler und Brüder Johannes Clotz und Siegfried Clotz sind einem anderen Geschlecht zuzurechnen. 

## Geschichte
Die Ursprünge der Familie lassen sich bis nach Reichenbach im Vogtland zurückverfolgen, wo Adam Klotz († 1612) im 16. Jahrhundert Bürgermeister war. Mit seinem Sohn Augustin Klotz (1586–1636) begann die sichere Stammreihe. 1677 kam sie mit dem Schönfärber Gottfried Klotz nach Frankfurt am Main. Familienmitglieder traten insbesondere als Politiker und Gelehrte hervor. Johann David Klotz (1700–1769) war Oberförster der Stadt Frankfurt am Main, Kunstfärber und Bürgerkapitän (Stadtteilsvorsteher) in Frankfurt. Johann Heinrich von Klotz (1708–1756) war ab 1752 Senator der freien Reichsstadt Frankfurt am Main.
Von Frankfurt aus teilt sich die Familie in zwei weitere Äste auf: der eine breitete sich nach Mecklenburg und Brandenburg aus und brachte zahlreiche Gutsbesitzer und Geistliche hervor. Christian Ludwig Klotz (1735–1813) war Kirchenrat und Instruktor des Großherzogs Friedrich Franz I. von Mecklenburg. Auch Christian Karl Friedrich Klotz (1766–1846) war Kirchenrat und Propst. Zuletzt war diese Linie bis zur Enteignung 1945 auf Prestin bei Crivitz sowie auf Gut Streckenthin bei Pritzwalk gesessen.
Der zweite Ast geriet nach Sachsen, wo Heinrich Friedrich Maximilian von Klotz auf Biesig (heute Teil von Reichenbach/O.L.) 1785 von Kaiser Joseph II. in den Reichsadelsstand erhoben wurde. Aus der sächsischen Linie gingen einige Militärangehörige, Forstleute sowie Dichter hervor.

## Besitzungen

Gutshaus Streckenthin

### Mecklenburg
- Prestin (1901–1945)
- Moisall
- Alt- und Neu-Schönau mit Johannshof (1900–1907)
- Gottesgabe
- Striesenow (1908–)
- Käselow (–vor 1900)
- Dehmen (1894–1903)

### Brandenburg
- Streckenthin (bis 1945)[9]

### Sachsen
- Biesig (1783–1795)[10]

## Wappen

### Stammwappen
Blasonierung: „In Silber ein grüner Palm-Baum, an den links ein schwarzer Holzklotz gelehnt ist, auf grünem Boden; auf dem gekrönten Helme mit grün-silbernen Decken die Palme zwischen offenem, silbernen Flug.“

### Wappen (1785)
Blasonierung: „Feld 1 und 4: auf goldenem Grund ein grüner (Palm-)Baum; Feld 2 und 3: aus dem linken Schildrand hervorwachsend auf silbernem Grund ein rotgewandeter Arm mit silberner Armbinde, eine Axt haltend. Auf dem gekrönten Helme mit rot-silbernen Decken der Baum zwischen einem von silber und rot geteilten, offenen Flug.“

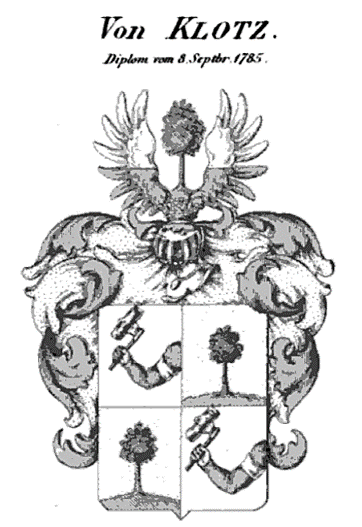
Wappen derer von Klotz by Tyroff (1814)
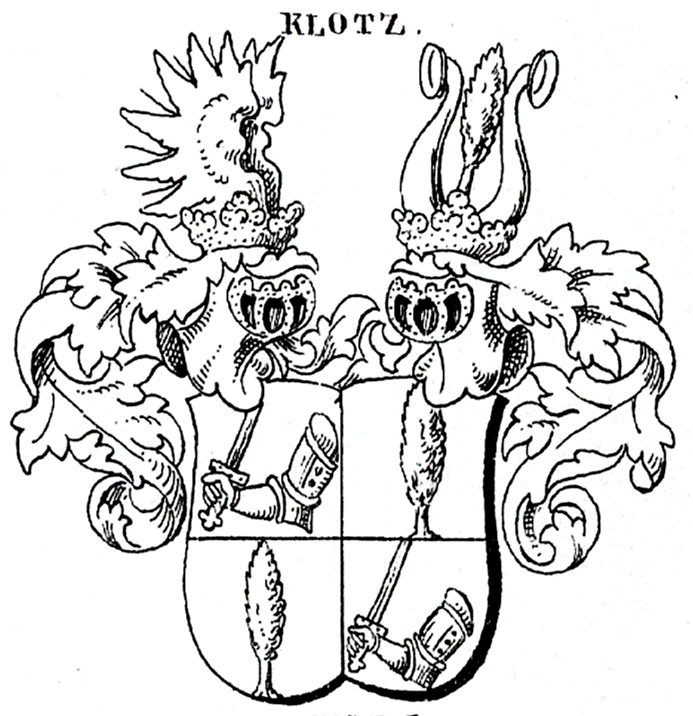
Wappen derer von Klotz bei Siebmacher (1878)
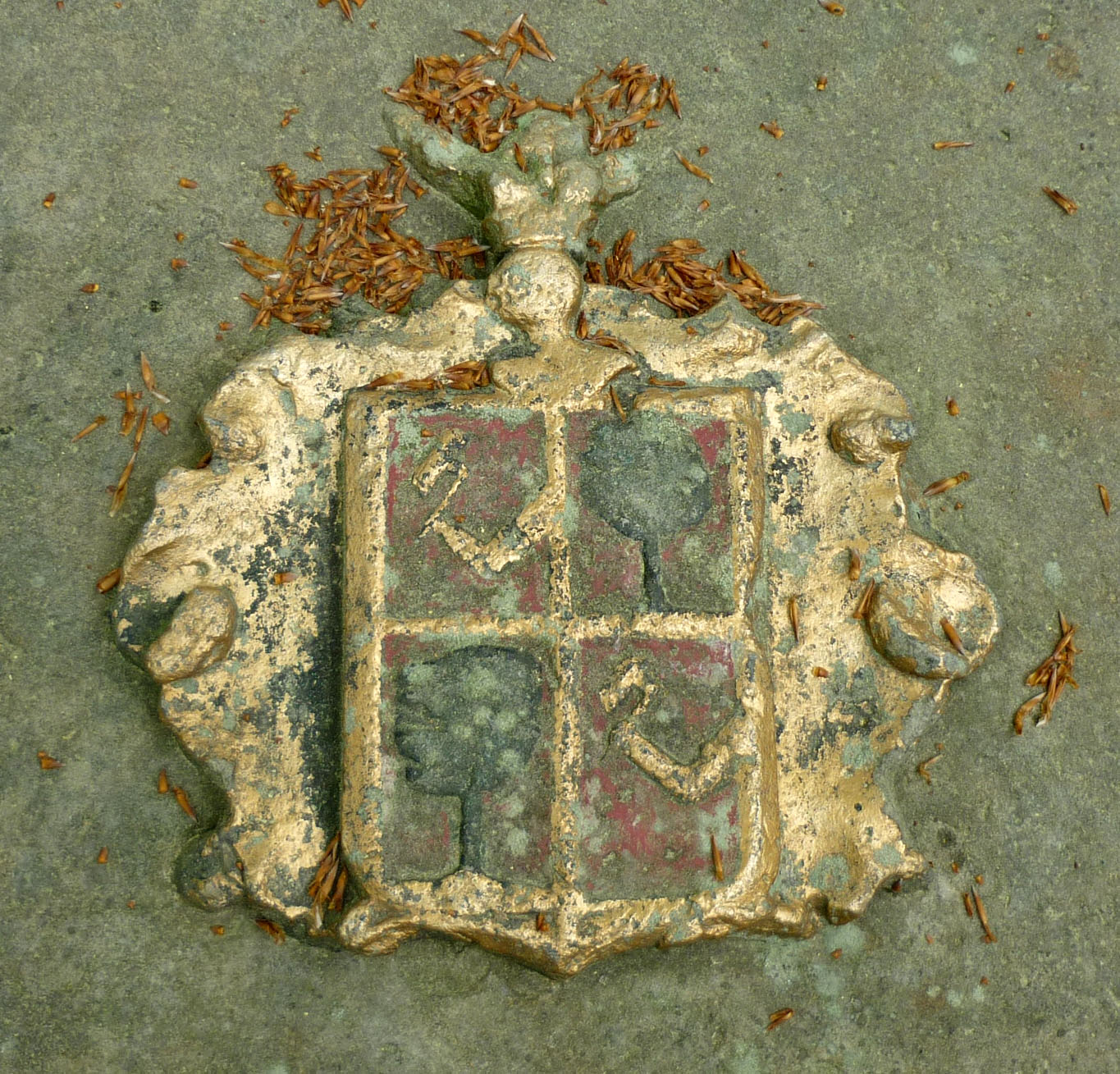
Wappen von Heinrich Maximilian von Klotz auf dessen Grabstein
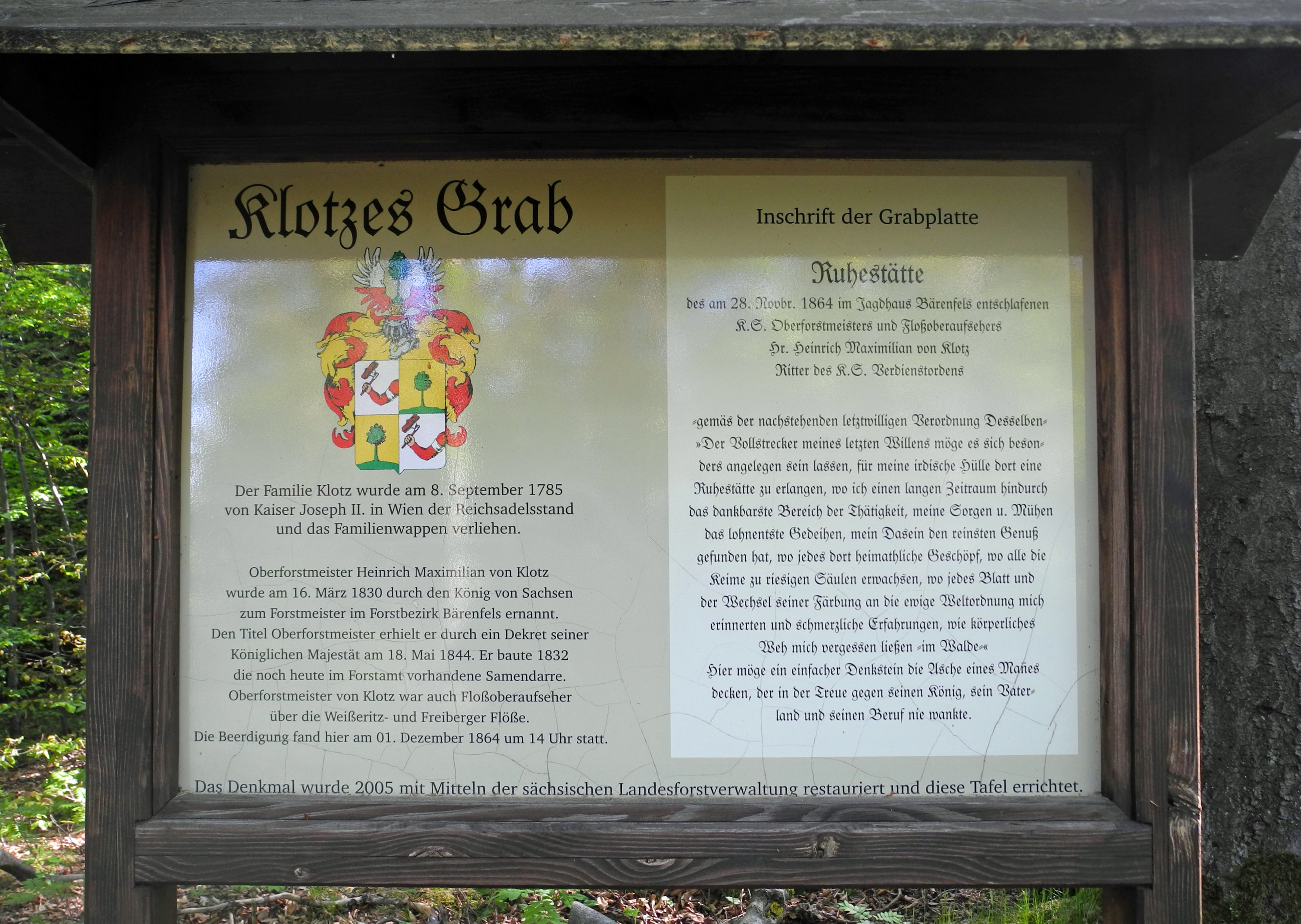
Erläuterung zu „Klotzes Grab“ mit farbiger Wappendarstellung

## Familienmitglieder
- Ehrenfried Klotz († 1726), Dr. iur. utr., Abgeordneter am kaiserlichen Hof und gräfl. Nassau-Saarbrückenscher Rat
- Johann David Klotz (1700–1769), Kunstfärber und Stadtteilvorsteher zu Frankfurt am Main, Oberförster der Stadt Frankfurt am Main
  - Johann Hermann Klotz, Oberförster der Stadt Frankfurt am Main
- Johann Christian (Freiherr von) Klotz (1703–1749), gräflich Leiningenscher Kanzleirat zu Guntersblum
  - Christian Ludwig Klotz (1735–1813), lutherischer Geistlicher und Kirchenrat, Instruktor des Großherzogs Friedrich Franz I. von Mecklenburg
- Christian Karl Friedrich Klotz (1766–1846), Propst und Kirchenrat
- Johann Heinrich von Klotz (1708–1756), Dr. iur. utr., ab 1752 Ratsherr und Senator zu Frankfurt am Main
  - Heinrich Friedrich Maximilian von Klotz (1755–1831), kgl. sächsischer Premier-Lieutenant a. D., Herr auf Biesig
    - Heinrich Karl Friedrich von Klotz (1775–1818), kgl. sächsischer Hauptmann und Dichter
      - Heinrich Maximilian von Klotz (1796–1864), kgl. sächsischer Oberförster zu Bärenfels
- Friedrich Karl Ludwig Klotz (1860–1937), letzter Herr auf Prestin
- Wilhelm Friedrich Karl Renatus (Wilfried) Klotz (1898–1945), letzter Gutsherr auf Streckenthin